# ب‌ام‌و ام۵

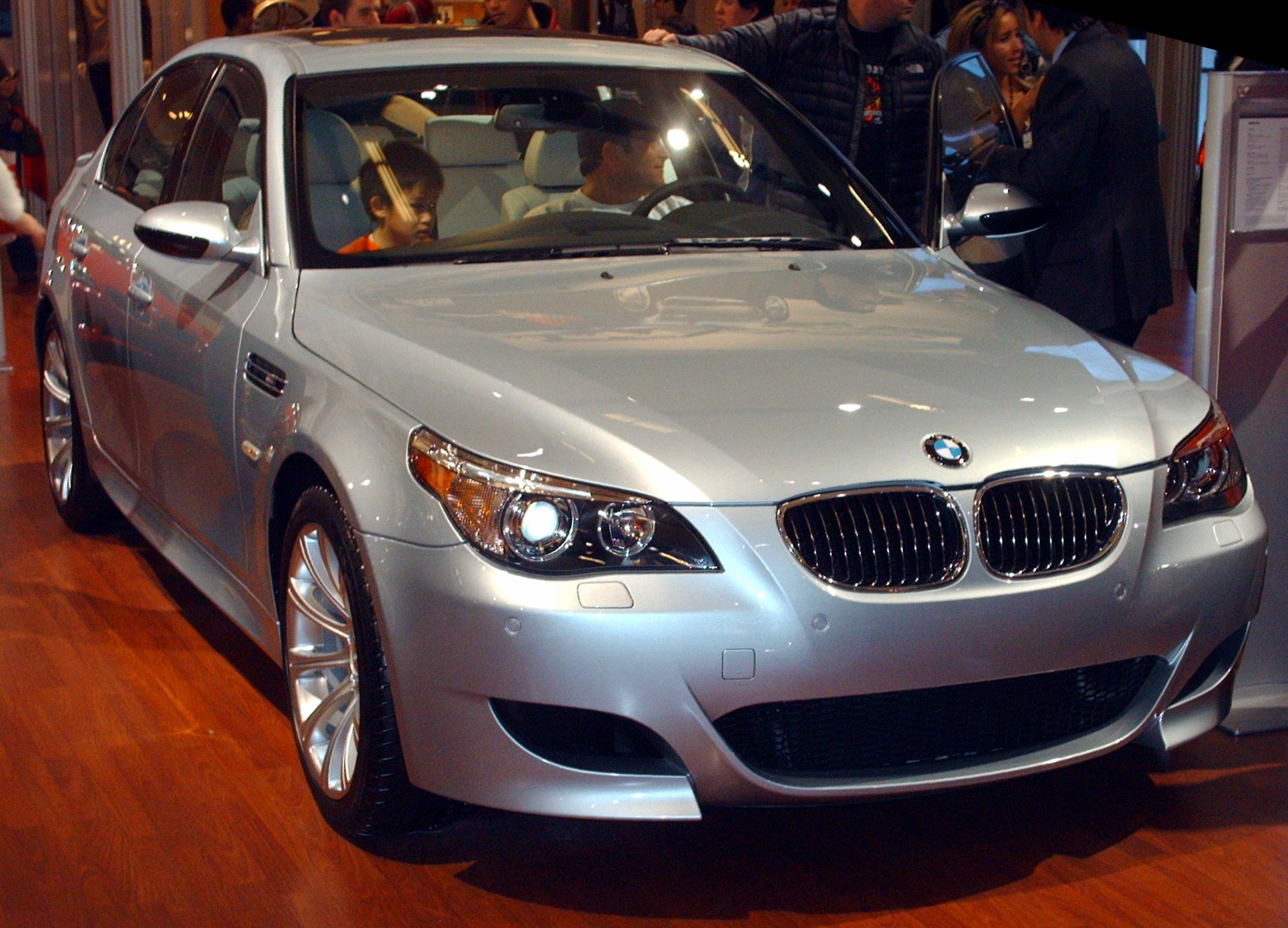

ب‌ام‌و ام۵ (BMW M5) خودرویی است که از سال ۱۹۸۵ تا کنون تولید شده‌است. طراحی آن خودروهای موتور جلو-محور عقب بوده است.